# Lake of the Pines
Lake of the Pines – jednostka osadnicza w Stanach Zjednoczonych, w stanie Kalifornia, w hrabstwie Nevada.